# Мова ворожнечі

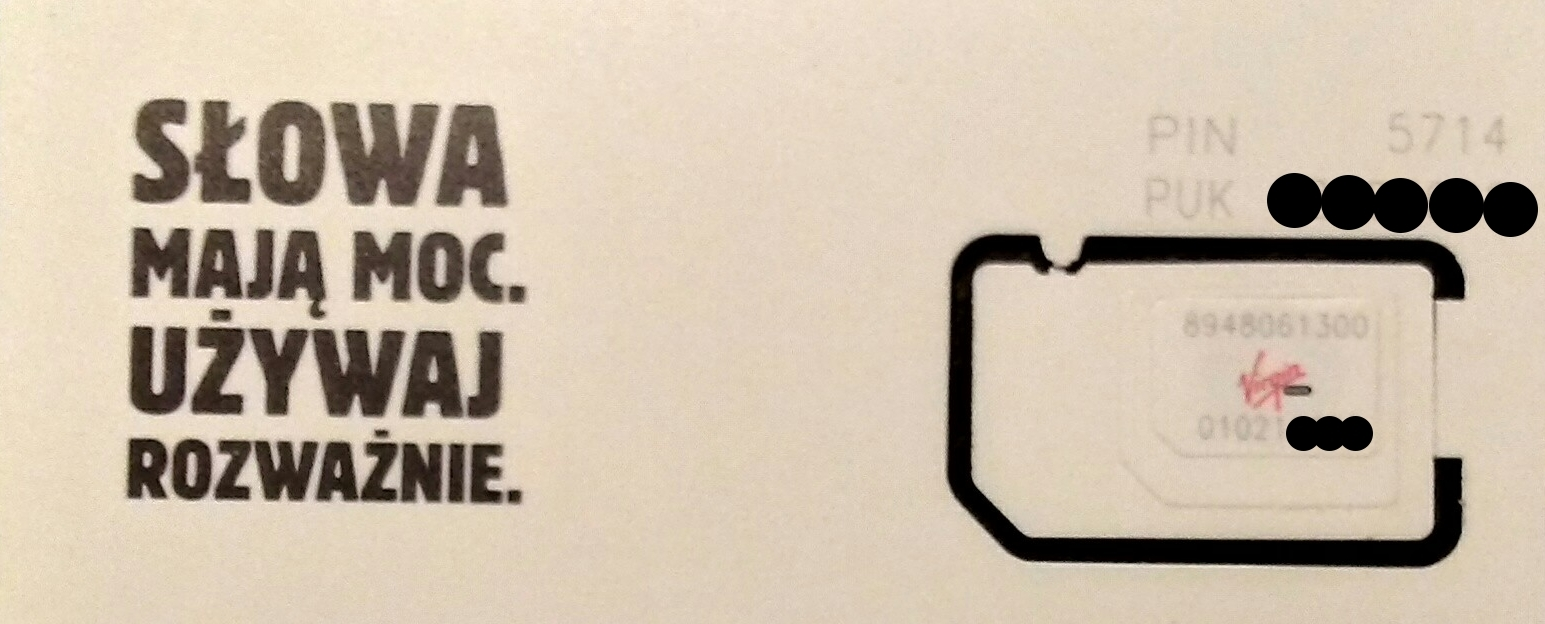
SIM-карта в Польщі з гаслом кампанії проти мови ворожнечі «Слова мають силу, користуйся ними розважливо»

Мо́ва ворожне́чі (англ. hate speech — букв. «мова ненависті», хейтспіч, гейтспіч) — агресивні висловлювання, які принижують чи дискредитують людину або групу за ознакою раси (расизм), національності, політичних поглядів, релігії, статі (сексизм), сексуальної орієнтації (гомо-, бі-, лесбофобія), гендерної ідентичності (трансфобія).
Комітет міністрів Ради Європи визначає мову ворожнечі як усі форми самовираження, які включають поширення, підбурення, сприяння або виправдання расової ненависті, ксенофобії, антисемітизму чи інших видів ненависті на ґрунті нетерпимості, у тому числі: нетерпимість висловів у формі радикального націоналізму та етноцентризму, дискримінації та ворожості щодо меншин, мігрантів і людей з числа іммігрантів. Поняття найчастіше використовується у галузі юриспруденції та прав людини, постійно уточнюючись. Так, парламентська асамблея Ради Європи у резолюції 1728 (2010 р.) «Дискримінація на основі сексуальної орієнтації та ґендерної ідентичності» спеціально засудила таку мову щодо ЛГБТ.

## Визначення та право
Країни світу визначають власну термінологію «мови ворожнечі», єдиної дефініції цього визначення не існує. У кожному з документів нижче власні визначення і класифікації. Спільним є те, що висловлювання, які проявляють агресію щодо інших людей, націй, соціальних груп тощо, повинні каратися законом. Найскладнішим у міжнародному праві є не саме покарання за «мову ненависті», а її класифікація: адже потрібно проводити межу між свободою вираження поглядів, мовою ворожнечі та правом на недискримінацію.
1. Європейська Конвенція про права людини та основоположних свобод (Стаття 10);
2. Додатковий Протокол до Конвенції «Про Кіберзлочинність»;
3. Американська Конвенція про права людини (Стаття 13, пункт 5);
4. Міжнародний Пакт про громадські і політичні права (Стаття 20, пункт 2);
5. Міжнародний Пакт про економічні, культурні та соціальні права (МПЕКСП);
6. Конвенція ООН проти катувань та інших жорстоких, негуманних або таких, що порушують права людини видів поводження та покарання («Конвенція проти катувань»);
7. Конвенція про ліквідацію всіх форм дискримінації щодо жінок;
8. Міжнародна Конвенція з ліквідації всіх форм расової дискримінації (Конвенція з расової дискримінації);
9. Декларація ЮНЕСКО про раси та расові заборони;
10. Декларація ЮНЕСКО принципів терпимості;
11. Європейська соціальна хартія.

## Види та засоби мови ворожнечі
Серед видів та засобів мови ворожнечі виділяють (зокрема, Інформаційно-аналітичний центр «Сова»):
Заклики до насильства та дискримінації і їх нормалізація
- Заклики до насильства у зв'язку з конкретною ситуацією, із зазначенням об'єкта насильства; проголошення насильства допустимим засобом у матеріалах і повідомленнях, в тому числі й у вигляді прямих закликів до насильства щодо певної групи.
- Пряме підбурювання до дискримінації, в тому числі у вигляді загальних гасел.
- Завуальовані заклики до насильства і дискримінації.
- Пропаганда «позитивних», історичних і сучасних, прикладів насильства і дискримінації.
- Виправдання історичних випадків насильства і дискримінації.
- Публікації та вислови, які ставлять під сумнів загальновизнані історичні факти насильства і дискримінації.

Створення негативного образу соціальної групи
- Твердження про неповноцінність (недолік культурності, інтелектуальних здібностей, нездатність до творчої праці) групи. Наприклад, гендерні стереотипи.
- Цитування ксенофобських висловлювань і текстів без коментаря, що визначає межі між позицією інтерв'юйованих та позицією журналіста(-ки).
- Твердження про історичні злочини групи.
- Твердження про кримінальність групи.
- Твердження про моральні недоліки групи.
- Звинувачення в негативному впливі групи на суспільство або державу.
- Згадка групи або її представників в принизливому або образливому контексті.
- Слюр (принизливі назви групи чи окремих людей).

Стирання соціальної групи та культурна апропріація
- Заперечення громадянства, раси чи іншої ідентичності.
- Згадка про громадян як про іноземців або «не громадян» через їх етнічну ідентифікацію.
- Твердження про «неіснування» певної групи. Наприклад, «українців вигадав Ленін».
- Заперечення та спотворення історії та досвіду групи (як-от лесбійське стирання).
- Культурна апропріація групи (позбавлення групи самоназви, зокрема, її запозиченням, привласнення культурних практик та кодів групи, наповнення їх невластивим групі змістом: лінгвістичне вторгнення).

Звинувачення соціальної групи у нападі
- Звинувачення групи в спробах захоплення влади або в територіальній експансії (приклад: пропаганда Російської Федерації щодо «розширення НАТО» в контексті вторгнення в Україну 2022).
- Заклики не допустити закріплення в регіоні чи області представників групи.

## Мова ворожнечі в ЗМІ
Сучасні ЗМІ грають особливу роль у житті людей, тому саме вони є середовищем поширення мови ворожнечі.

### Причини поширення
1. Журналісти намагаються збільшити охоплення та актуальність матеріалів. Для більшої ефективності вони використовують техніки маніпулювання, порушуючи кодекс журналістської етики.
2. Низький рівень освіти. Через це у багатьох журналістських матеріалах відсутня толерантність до розмаїття.

### Засоби боротьби з мовою ворожнечі в ЗМІ
- Якісна освіта, зокрема, в питаннях дискримінації, нерівності, демократії, злочинів на ґрунті ненависті та прав людини.
- Створення незалежних ЗМІ.
- Дотримання стандартів журналістської етики. Див. Кодекс етики українського журналіста. Розроблення редакційних політик з журналістської етики.
- Забезпечення рівності ЗМІ шляхом квот та репрезентації розмаїття у ЗМІ.
- Запрошення експертів та експерток з усіх репрезентованих груп та нейтральне представлення їх позицій для уникнення дисбалансу точок зору.